# Santa Margarida d'Empúries
Santa Margarida és una església avui dia en terme municipal de l'Escala a l'oest del nucli urbà de la població que dona nom al municipi i al sud-est del nucli de Sant Martí d'Empúries, l'extrem de ponent del turó emporità, al pla de Santa Margarida. Molt propera a l'enllaç amb la carretera GI-623.
Es tracta de les restes d'un edifici de planta rectangular i d'una sola nau, amb absis de ferradura. Actualment, l'estructura conserva un alçat aproximat d'uns 4 metres. L'absis procedeix del temple original i manté l'arrencament de la volta, probablement de quart d'esfera, que cobria aquesta part. A l'interior del temple, un pilar quadrat de maó suporta el seu pes i l'apuntala. Tant els murs de la nau com el frontis de l'església pertanyen a una reforma d'època moderna. L'edifici està bastit majoritàriament amb pedra de mida mitjana desbastada, disposada formant filades regulars i lligada amb morter de calç. Hi ha pedres petites disposades entre les juntures per regularitzar el parament. S'observen algunes reparacions als murs delimitades amb cinta, que utilitzen fragments de material constructiu per a la rehabilitació de l'estructura. També hi ha forats de bastida formats per quatre pedres ben desbastades. A l'interior de l'església es conserven dues pilastres adossades als murs laterals i, al centre de la nau, les restes d'un baptisteri datat als segles VI-VII. Es tracta de les restes d'una piscina baptismal, recoberta amb peces de marbre.

## Història
El primer document que esmentà aquesta església data del 1279, a les Rationes decimarum com "capella sancte Margarite", i posteriorment és esmentada a diversos documents. Cal ressaltar, entre aquests, l'acta de fundació del monestir de monges benedictines de Santa Maria de Vilanera, l'any 1328, on l'església és esmentada, per primera i única vegada, sota les advocacions de santa Margarida i sant Just.
Gràcies a la documentació escrita per Francesc Montsalvatge, que va estar al temple en una visita pastoral el 1601, sabem que l'església manté el culte com a mínim fins al començament del segle xvii. Posteriorment, vers el darrer quart del segle xviii, en un mapa d'aquest paratge, apareix ja com derruïda.
Les excavacions arqueològiques dels anys 50 varen exhumar restes d'una piscina baptismal en forma hexagonal i recoberta amb peces de marbre. Aquest element sembla indicar que el temple té els precedents en un petit edifici baptismal que podria datar, probablement, dels segles VI o VII. En canvi, l'element més antic de l'actual església correspondria a l'absis de ferradura, del segle x, considerant així la construcció com preromànica. Així i tot, cal situar els murs actuals de la nau en alguna reconstrucció posterior, d'època post-medieval.
Aquest edifici, però, es troba al damunt d'unes restes, molt més extenses i antigues, que podrien pertànyer a una gran vila suburbana, a un cenobi o a un complex episcopal.
Els darrers treballs d'excavació, realitzats l'any 2003, han permès determinar-ne fins a tres fases de reformes, segons les quals, la piscina original fou reduïda i posteriorment reconvertida per batejar segons el ritual de l'ablució. A tocar d'aquesta estructura, avui, gràcies als darrers treballs, sabem que es va dipositar una tomba privilegiada en un sarcòfag monolític, amb coberta a doble vessant i rematat amb sis acroteris. Al damunt de la coberta, sobre una preparació d'opus signinum, es va col·locar una lauda sepulcral feta amb tessel·les de diversos colors. La composició d'aquesta lauda segueix els models cristians nord-africans, cosa que permet proposar una datació en el primer quart del segle v. Aquesta lauda està formada per un rectangle central, voltat de sanefes, a l'interior del qual hi havia una inscripció en tres línies que contenia el nom del difunt i el seu càrrec, seguit d'una fórmula funerària. La transcripció de text seria la següent:
(.....................................................PV)S QUIESCET

GAVDET SPIRITVS QVE IN CRISTO LETA

TVR·PLVS MINVS VIXIT ANIS LX

"(............................) bisbe (?), (aquí) descansa.

Frueix l'esperit que s'alegra en Crist.

Va viure més o menys seixanta anys".
Desgraciadament, el nom i el càrrec del personatge masculí sebollit es va malmetre posteriorment quan calgué perforar el paviment per dipositar-hi altres tombes privilegiades. És clar que l'espai sobrer es va reservar com a lloc per a seguir-hi enterrant personatges principals, al costat i a l'empara del primer, que durant un llarg període fou l'únic.
Per la seva disposició, aquest epitafi es podia llegir pels que accedien al baptisteri, des del nord, on hi hauria l'accés principal, probablement, des de la basílica. Això fa pensar en l'existència d'un enorme complex, a la zona de Santa Margarida. Una foto aèria va permetre detectar al subsòl diverses estructures arqueològiques. Però, de moment, es coneixen només una mínima part. Si la troballa d'aquesta tomba es pogués complementar amb uns edificis que es poguessin identificar com a seu episcopal, podríem pensar que ens trobem davant de la tomba d'un bisbe emporità, de nom desconegut, anterior al primer, Pau, que recullen els cànons conciliars dels anys 516 i 517 dC.
El maig de 2021 han aparegut la basílica paleocristiana i el palau episcopal, seus religiosa, civil i política del bisbat d’Empúries. També s'han descobert diversos sarcòfags, on s’hi havien enterrat bisbes. En un dels sarcòfags s’hi ha localitzat un cos i una inscripció.